# Ana Abina
Ana Abina (* 30. Juli 1997 in Ljubljana) ist eine slowenische Handballspielerin.

## Karriere

### Im Verein
Ana Abina spielte bis 2018 für RK Krim. 2017 und 2018 gewann sie mit Krim die slowenische Meisterschaft. 2018 wechselte sie zu ŽRK Krka und spielte darauf ab 2021 für ŽRK Ajdovščina. Zur Saison 2024/25 kehrte sie zu RK Krim zurück. Mit Krim gewann sie 2025 sowohl die slowenische Meisterschaft als auch den slowenischen Pokal.

### In Auswahlmannschaften
Ema Abina steht im Aufgebot der slowenischen Nationalmannschaft. Ihr erstes großes Turnier war die Weltmeisterschaft 2017, wo sie mit Slowenien den 14. Platz belegte. Mit Slowenien gewann sie die Bronze-Medaille bei den Mittelmeerspielen 2018. 2018 stand sie zudem im Kader für die Europameisterschaft. Weiter nahm sie mit Slowenien bei der WM 2019 (19. Platz), EM 2020 (16. Platz) und der WM 2023 (11. Platz) teil. 2024 stand sie im Aufgebot für die Olympischen Spiele, wo sie 8 Tore in 5 Spielen erzielte.

## Privates
Ihre Schwester Ema Abina ist ebenfalls Handballnationalspielerin.